# Vilsen
Vilsen ― Jakten på en mördare är en svensk thriller i regi av Rasmus Tirzitis med Alexandra Zetterberg, Göran Sjögren, Yohanna Idha i huvudrollerna. Filmen hade premiär på Video on demand och DVD den 17 oktober 2016.
Filmen är gräsrotsfinansierad.

## Handling
Göteborgspolisen Lidman leder en utredning av en rad ritualistiska mord, där mördaren ristat in en symbol på sina offer, och ritualmorden visar sig även ha kopplingar till den ockulta världen. När den före detta pastorn Gabriella Berggren kommer till polisstationen med betydande information, förstår Lidman motvilligt att han måste samarbeta med henne, och tillsammans tar de upp jakten på mördaren.

## Rollista
- Göran Sjögren ― kriminalinspektör Göran Lidman
- Alexandra Zetterberg ― pastor Gabriella Berggren
- Christian Kinell ― kriminalinspektör Anders Nordström
- Yohanna Idha ― Siri
- Kjell Wilhelmsen ― Hoffa
- Johan Gry ― Erik Larsson
- Margareta Strand ― Yvonne Lidman
- Karl Lindqvist ― Dino
- Lars Väringer ― polischef Eric Vontrist
- Urban Bergsten ― prästen Fideli
- Christoffer Aro ― polis
- Erik Bolin ― föraren